# Foveahypoplasie
Die Foveahypoplasie ist eine sehr seltene angeborene Form einer Netzhauterkrankung, bei der der Gelbe Fleck (Fovea centralis) zu klein ausgebildet (hypoplastisch) ist.
Meist besteht eine Sehschwäche und ein Nystagmus. Fehlt der Gelbe Fleck (Sehgrube) vollständig, liegt eine Foveaaplasie vor.
Synonyme sind: Fovealhypoplasie, Fovea-Hypoplasie; Hypoplasie der Fovea centralis; Makulahypoplasie
Eine Erstbeschreibung der isolierten Form stammt aus dem Jahre 1976 durch die US-amerikanischen Ärzte Robert Emmett Curran und Richard M. Robb.

## Verbreitung
Die Häufigkeit ist nicht bekannt. Bei gesunden Kindern wurde in etwa 3 % eine unterentwickelte Fovea (Fovea plana) gefunden.

## Im Rahmen von Syndromen
Eine Foveahypoplasie kann wesentlicher Bestandteil bei einigen Syndromen sein:
- Åland-Island-Augenkrankheit
- FHONDA-Syndrom
- Forsius-Erikson-Syndrom
- O-Donnell-Pappas-Syndrom[6]

## Ursache
Häufigste Ursache ist der Albinismus mit fast 70 %.
Die medizinische Datenbank OMIM unterscheidet je nach zugrunde liegender Mutation folgende Typen:
- Typ 1 (22 %), autosomal-dominant mit Mutationen im PAX6-Gen auf Chromosom 11 Genort p13[8]
- Typ 2 (7 %), autosomal-rezessiv mit Mutationen im SLC38A8-Gen auf Chromosom 16 an q23.3[9]

Bei 3 % finden sich Mutationen im FRMD7-Gen auf dem X-Chromosom an q26.2.
Außer den genannten genetischen Ursachen ist Frühgeburtlichkeit ein Risikofaktor durch Hemmung der normalen Entwicklung am Augenhintergrund.

## Klinische Erscheinungen
Klinische Kriterien sind:
- ausgeprägt verminderte Sehschärfe
- Nystagmus nur selten fehlend
- in der Regel beidseitig

Es besteht eine Assoziation mit anderen Krankheitsbildern:
- Achromatopsie
- Albinismus
- Aniridie
- Bloch-Sulzberger-Syndrom (Incontinentia pigmenti)
- Congenital Retinal Macrovessel[12]
- Familiäre exsudative Vitreoretinopathie
- Frühgeborenenretinopathie
- Makulakolobom[13]
- Sehnerv-Hypoplasie
- Stickler-Syndrom

## Diagnose
Die Diagnose ergibt sich aus den Befunden der augenärztlichen Untersuchung, insbesondere der Ophthalmoskopie, Fluoreszenzangiographie, Optische Kohärenztomographie (OCT) und OCT-Angiografie. Kennzeichnend sind die unterentwickelte Fovea, die fehlende Pigmentierung und/oder eine gefäßfreie Zone um die Fovea sowie das Vorliegen innerer Netzhautschichten an der Fovea.

## Gradeinteilung
Im Jahre 2011 entwickelten M. G. Thomas und Mitarbeiter auf Basis der Optische Kohärenztomographie eine Gradeinteilung.

## Therapie
Eine ursächliche Behandlung ist nicht bekannt.